# Bellenden Ker Range
Bellenden Ker Range (Wooroonooran Range) – pasmo górskie w Wielkich Górach Wododziałowych w Australii, w północno-wschodniej części stanu Queensland. Ciągnie się wzdłuż wybrzeża Oceanu Spokojnego na południe od Cairns.
Znajdują się tu najwyższe szczyty stanu Queensland. Są to: Mount Bartle Frere (1622 m) i Mount Bartle Frere (1593 m).
W 1988 roku pasmo zostało wpisane na listę światowego dziedzictwa UNESCO, a w 1992 roku powstał Wooroonooran National Park, obejmujący część pasma z jej najwyższymi szczytami. Ma on powierzchnię 798 km². Główną atrakcją turystyczną parku jest Walsh's Pyramid (922 m) uważana za najwyższą naturalną piramidą na świecie.
Pasmo pokrywają lasy deszczowe. Znajdują się tu liczne wodospady, m.in. Josephine Falls, Tchupala Falls i Silver Creek Falls.
Pierwszym Europejczykiem, który dotarł do Bellenden Ker Range był poszukiwacz złota i odkrywca Christie Palmerston w 1882 roku. Cztery lata później jako pierwszy wspiął się on na Mount Bartle Frere.

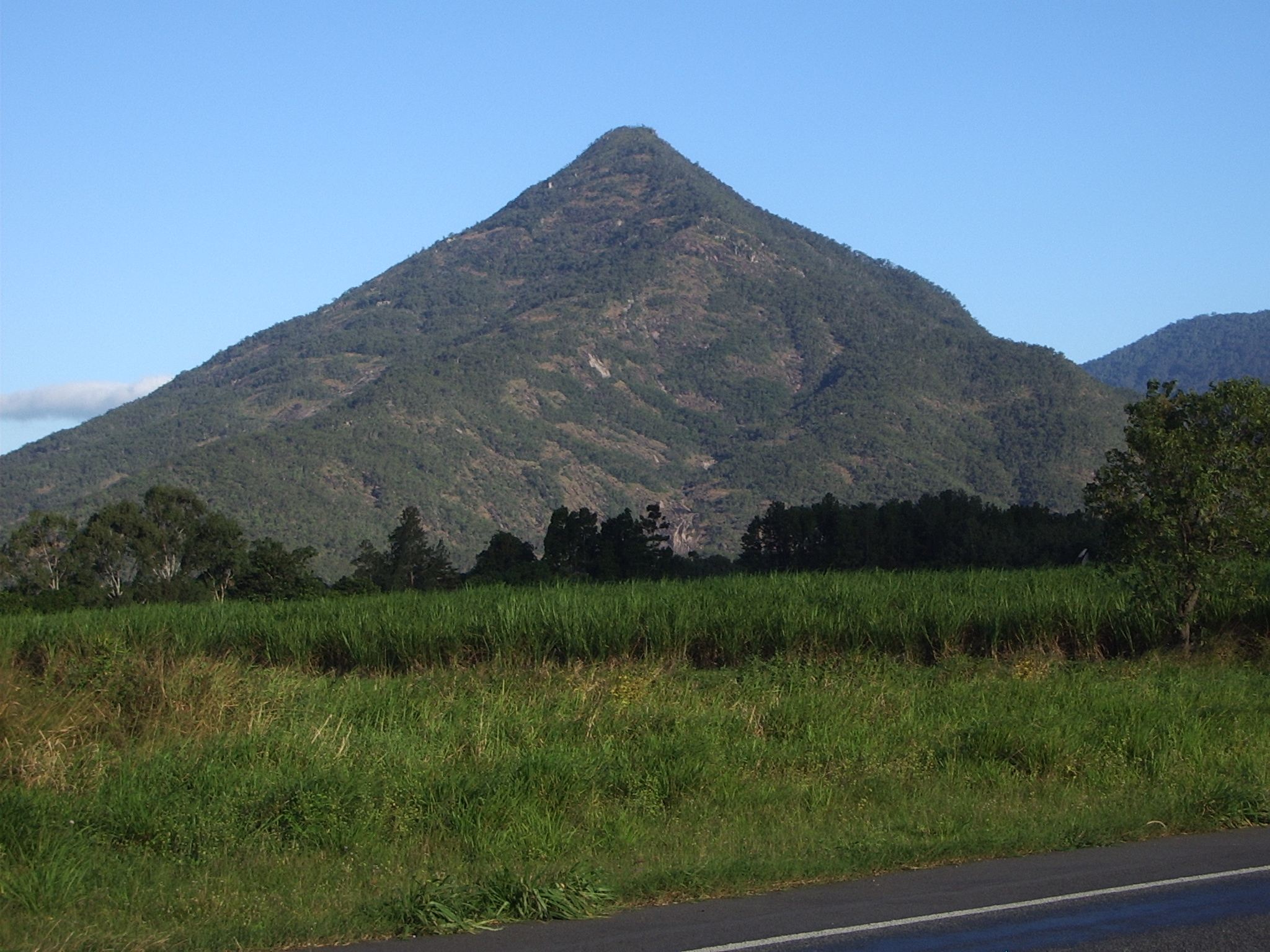
Walsh’s Pyramid
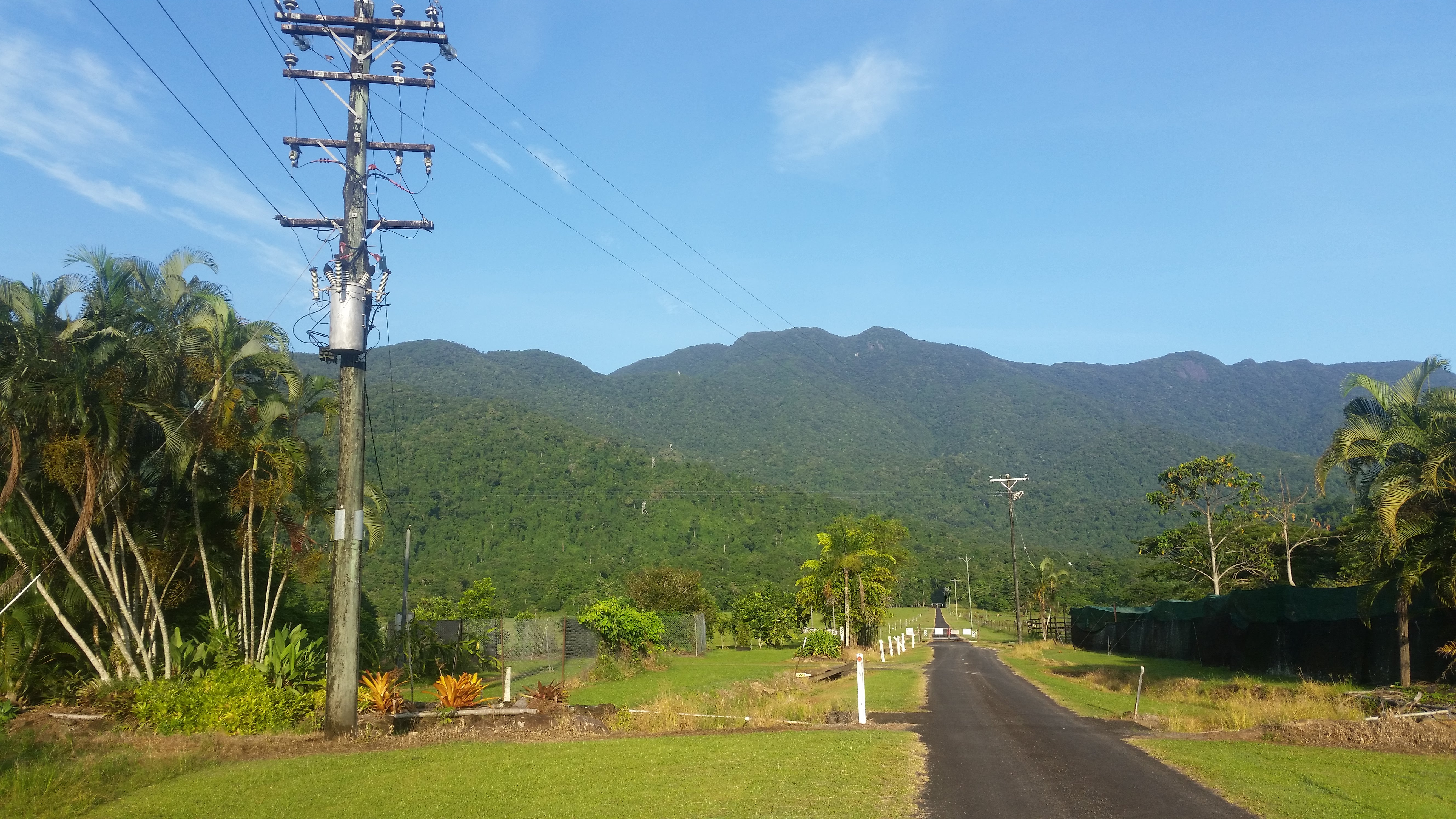
Mount Bartle Frere